# Översjötjärnen, Hälsingland
Översjötjärnen är en sjö i Ljusdals kommun i Hälsingland och ingår i Ljusnans huvudavrinningsområde.